# 海爾半島

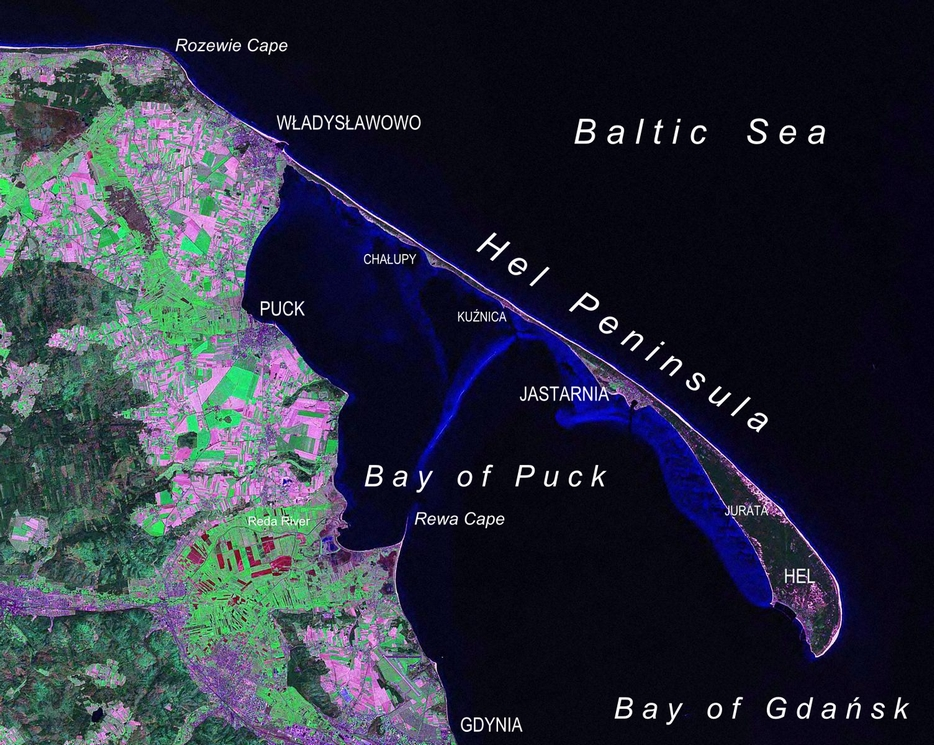

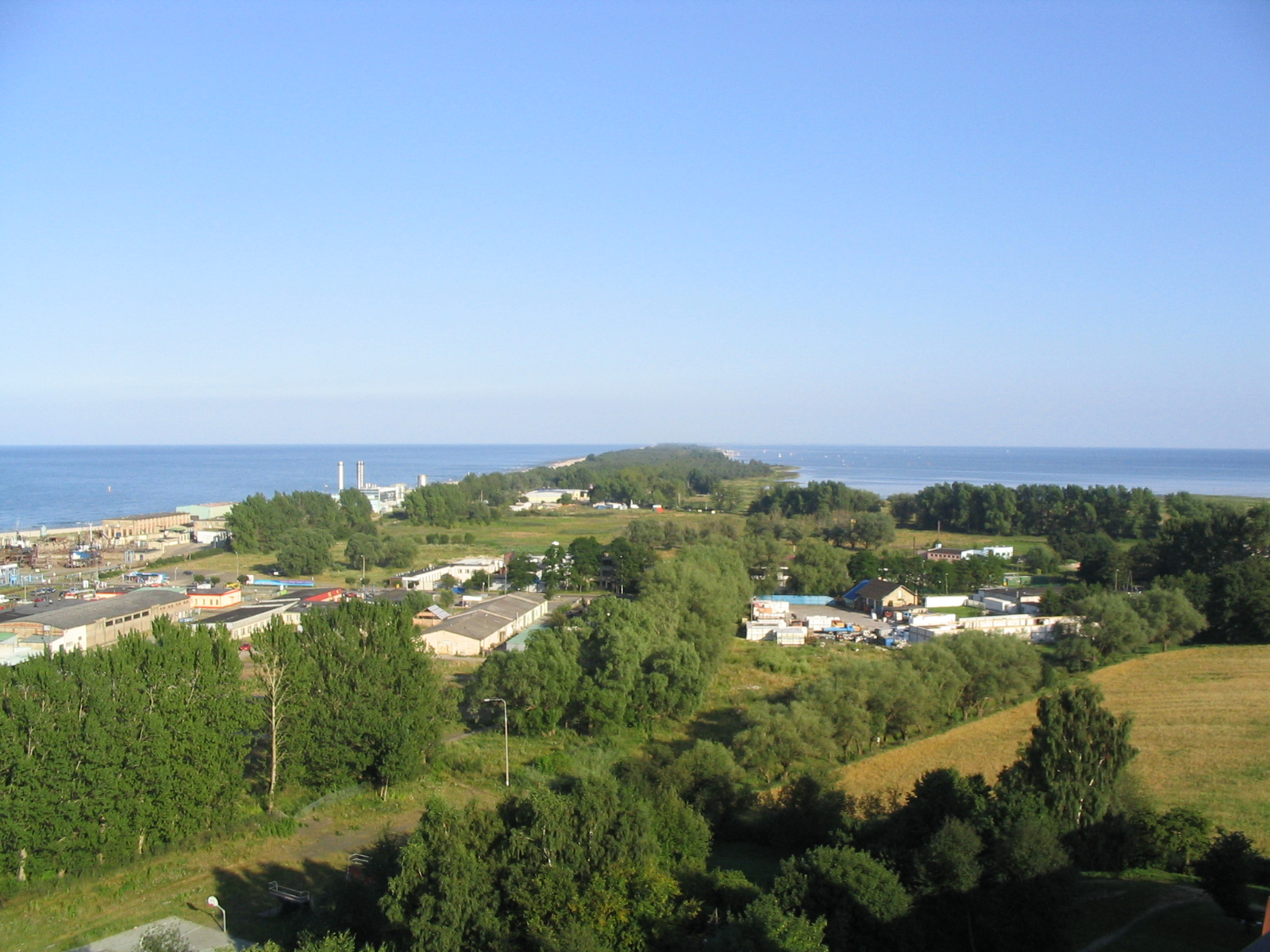

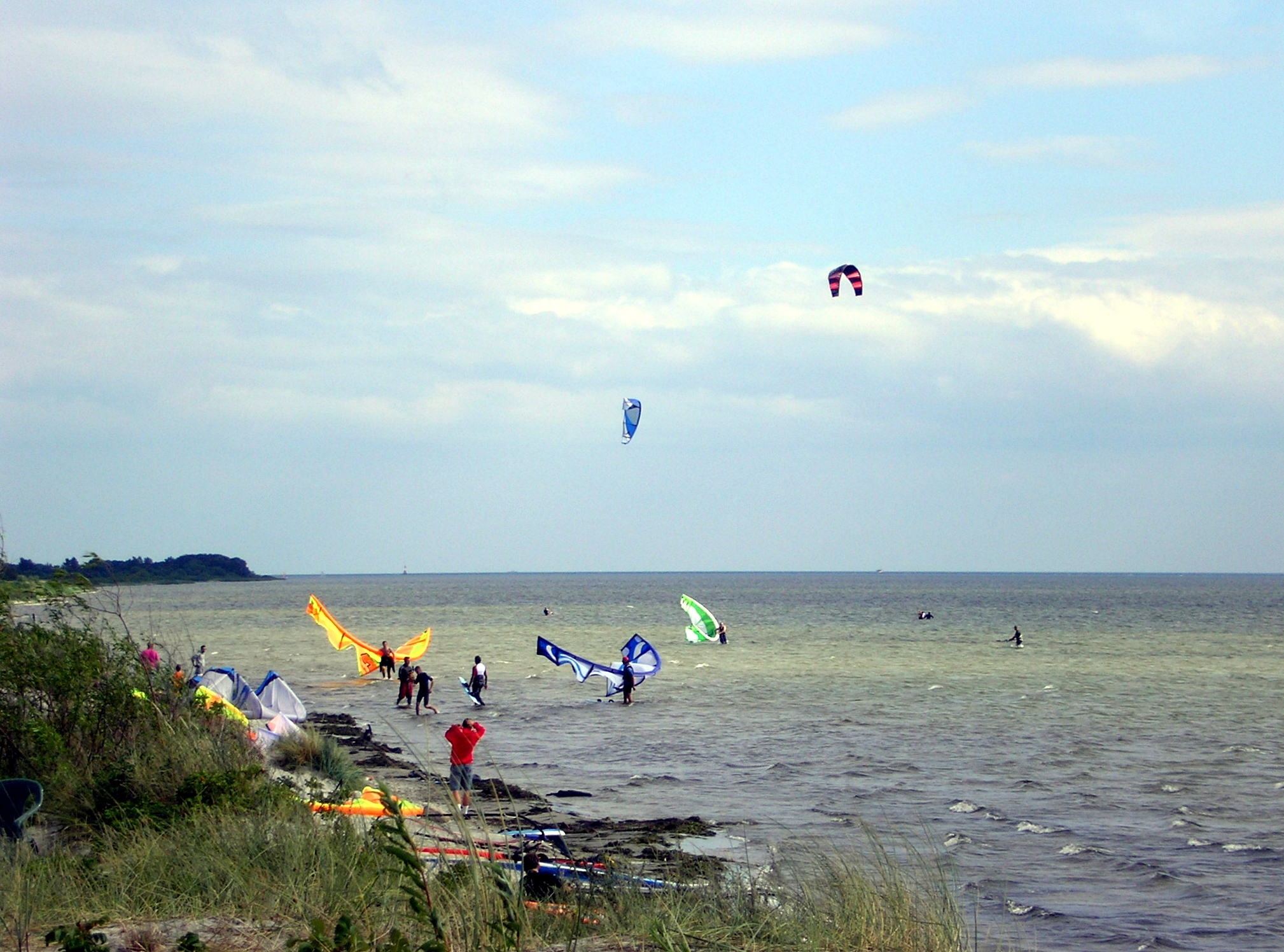

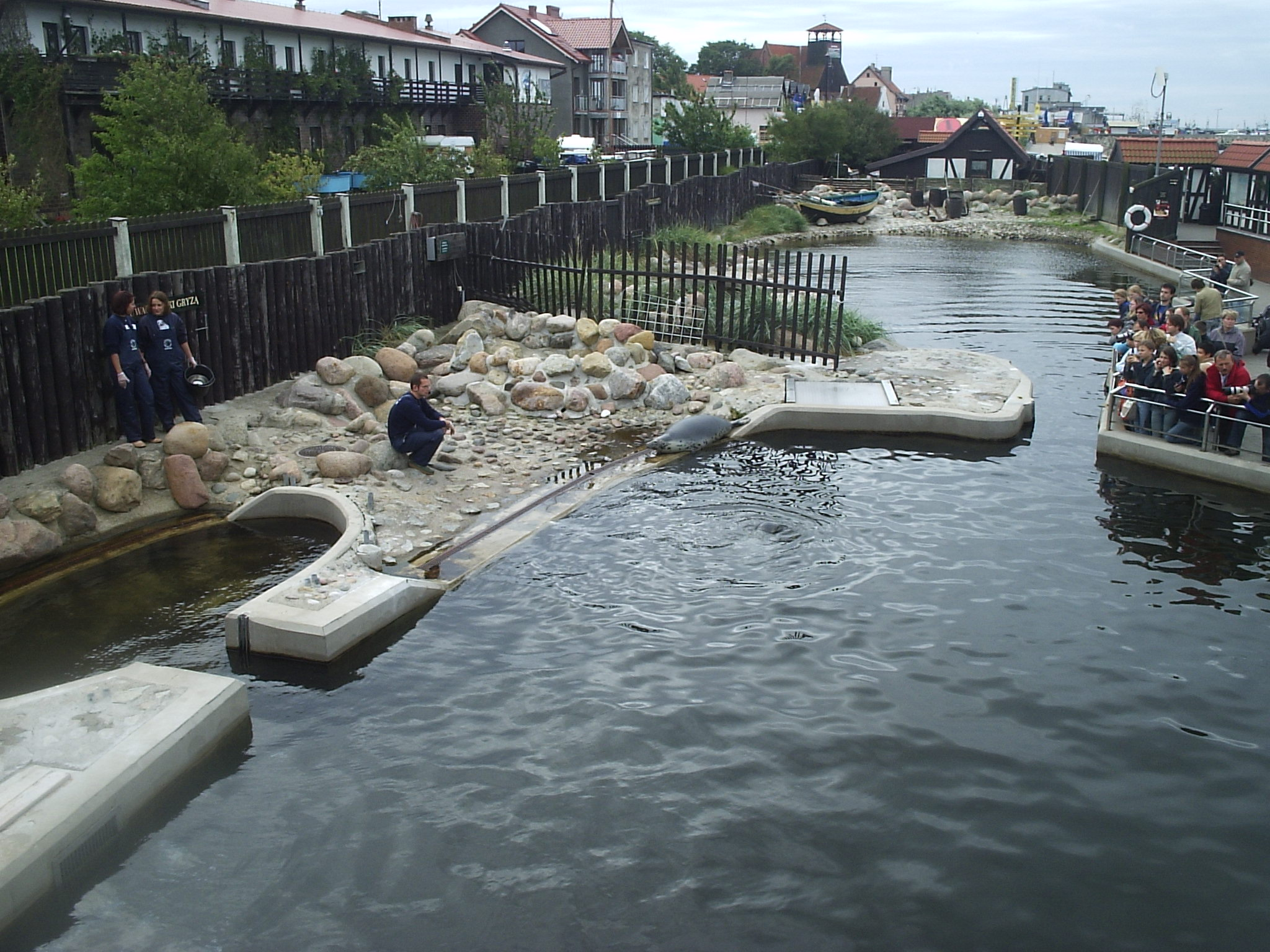

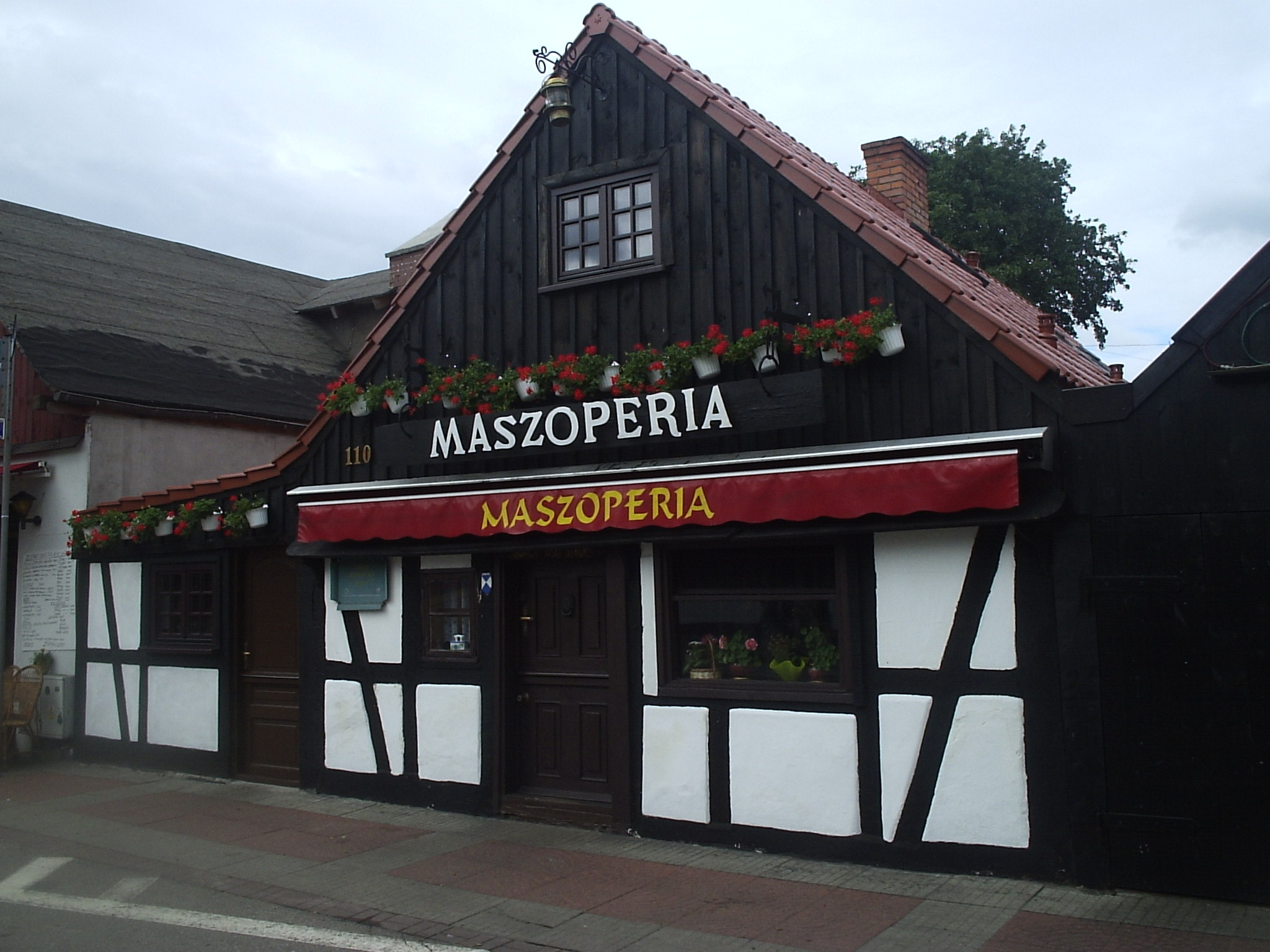

54°38′30″N 18°46′53″E / 54.64167°N 18.78139°E
海爾半島（波蘭語：Mierzeja Helska），是波蘭的半島，位於該國北部濱海省，由普茨克縣負責管轄，處於格但斯克以北約20公里，毗鄰波羅的海，長35公里、寬3公里。